# Iouri Troubatchiov
Pour les articles homonymes, voir Troubatchiov.
Iouri Viktorovitch Troubatchiov - en russe : Юрий Викторович Трубачёв et en anglais : Yuri Trubachev - (né le 9 mars 1983 à Tcherepovets en République socialiste fédérative soviétique de Russie) est un joueur professionnel russe de hockey sur glace devenu entraîneur. Il évolue au poste d'attaquant.

## Biographie

### Carrière en club
En 1999, il débute en senior avec le Severstal Tcherepovets dans la Vyschaïa Liga, le deuxième niveau russe. Il découvre la Superliga en 2000 avec le SKA Saint-Pétersbourg. Il est choisi au cours du repêchage d'entrée dans la LNH 2001 dans la Ligue nationale de hockey par les Flames de Calgary en cinquième ronde, en 164e position}. Il a ensuite évolué pour le Severstal, le SKA, le Salavat Ioulaïev Oufa et l'Atlant Mytichtchi.

### Carrière internationale
Il représente la Russie au niveau international. Il a participé aux sélections jeunes. Il inscrit son premier but avec la sélection senior le 10 février 2011 face à la Finlande au cours d'un match des LG Hockey Games.

## Trophées et honneurs personnels
- Championnat du monde moins de 18 ans
  - 2001 : meilleur passeur.
- Championnat du monde junior
  - 2003 : nommé dans l'équipe type.

## Statistiques

### En club
| Saison    | Équipe                   | Ligue         |    | Saison régulière | Saison régulière | Saison régulière | Saison régulière | Saison régulière |   | Séries éliminatoires | Séries éliminatoires | Séries éliminatoires | Séries éliminatoires | Séries éliminatoires |
| Saison    | Équipe                   | Ligue         | PJ | B                | A                | Pts              | Pun              | PJ               | B | A                    | Pts                  | Pun                  |                      |                      |
| 1998-1999 | Severstal Tcherepovets 2 | Vyschaïa liga | 2  | 0                | 0                | 0                | 0                |                  |   |                      |                      |                      |                      |                      |
| 1999-2000 | Severstal Tcherepovets 2 | Pervaïa liga  | 42 | 13               | 19               | 32               | 76               |                  |   |                      |                      |                      |                      |                      |
| 2000-2001 | SKA Saint-Pétersbourg    | Superliga     | 34 | 6                | 5                | 11               | 22               |                  |   |                      |                      |                      |                      |                      |
| 2001-2002 | Severstal Tcherepovets 2 | Pervaïa liga  | 5  | 3                | 3                | 6                | 2                |                  |   |                      |                      |                      |                      |                      |
| 2001-2002 | Severstal Tcherepovets   | Superliga     | 34 | 2                | 1                | 3                | 8                |                  |   |                      |                      |                      |                      |                      |
| 2002-2003 | Severstal Tcherepovets   | Superliga     | 48 | 5                | 7                | 12               | 26               | 12               | 1 | 2                    | 3                    | 6                    |                      |                      |
| 2003-2004 | Severstal Tcherepovets   | Superliga     | 59 | 8                | 10               | 18               | 50               | -                | - | -                    | -                    | -                    |                      |                      |
| 2004-2005 | Severstal Tcherepovets   | Superliga     | 59 | 12               | 14               | 26               | 46               | -                | - | -                    | -                    | -                    |                      |                      |
| 2005-2006 | Severstal Tcherepovets   | Superliga     | 47 | 7                | 15               | 22               | 69               | 4                | 1 | 0                    | 1                    | 2                    |                      |                      |
| 2006-2007 | Severstal Tcherepovets   | Superliga     | 50 | 12               | 11               | 23               | 56               | 5                | 1 | 2                    | 3                    | 16                   |                      |                      |
| 2007-2008 | Severstal Tcherepovets   | Superliga     | 54 | 16               | 18               | 34               | 75               | 8                | 3 | 1                    | 4                    | 29                   |                      |                      |
| 2008-2009 | Severstal Tcherepovets   | KHL           | 56 | 17               | 14               | 31               | 52               | -                | - | -                    | -                    | -                    |                      |                      |
| 2009-2010 | SKA Saint-Pétersbourg    | KHL           | 49 | 7                | 11               | 18               | 12               | 4                | 1 | 0                    | 1                    | 2                    |                      |                      |
| 2010-2011 | SKA Saint-Pétersbourg    | KHL           | 7  | 1                | 1                | 2                | 10               |                  |   |                      |                      |                      |                      |                      |
| 2010-2011 | Severstal Tcherepovets   | KHL           | 45 | 5                | 15               | 20               | 40               | 6                | 1 | 0                    | 1                    | 2                    |                      |                      |
| 2011-2012 | Salavat Ioulaïev Oufa    | KHL           | 16 | 4                | 2                | 6                | 2                | 6                | 0 | 1                    | 1                    | 2                    |                      |                      |
| 2012-2013 | Salavat Ioulaïev Oufa    | KHL           | 35 | 5                | 8                | 13               | 22               | 4                | 1 | 1                    | 2                    | 0                    |                      |                      |
| 2013-2014 | Atlant Mytichtchi        | KHL           | 54 | 1                | 7                | 8                | 59               | -                | - | -                    | -                    | -                    |                      |                      |
| 2014-2015 | Severstal Tcherepovets   | KHL           | 48 | 6                | 9                | 15               | 16               | -                | - | -                    | -                    | -                    |                      |                      |
| 2015-2016 | Severstal Tcherepovets   | KHL           | 57 | 5                | 18               | 23               | 44               | -                | - | -                    | -                    | -                    |                      |                      |
| 2016-2017 | Severstal Tcherepovets   | KHL           | 59 | 7                | 20               | 27               | 34               | -                | - | -                    | -                    | -                    |                      |                      |
| 2017-2018 | Severstal Tcherepovets   | KHL           | 49 | 9                | 13               | 22               | 32               | 3                | 0 | 1                    | 1                    | 6                    |                      |                      |
| 2018-2019 | Severstal Tcherepovets   | KHL           | 56 | 10               | 12               | 22               | 26               | -                | - | -                    | -                    | -                    |                      |                      |
| 2019-2020 | Severstal Tcherepovets   | KHL           | 51 | 5                | 9                | 14               | 20               | -                | - | -                    | -                    | -                    |                      |                      |
| 2020-2021 | Severstal Tcherepovets   | KHL           | 3  | 0                | 0                | 0                | 0                | -                | - | -                    | -                    | -                    |                      |                      |

### En équipe nationale
| Année | Compétition                          |   | PJ | B | A  | Pts | Pun | +/-               |  | Résultats |
| 2000  | Championnat du monde moins de 18 ans | 6 | 2  | 1 | 3  | 6   | 2   | Médaille d'argent |  |           |
| 2001  | Championnat du monde moins de 18 ans | 6 | 2  | 7 | 9  | 8   | 8   | Médaille d'or     |  |           |
| 2002  | Championnat du monde junior          | 7 | 2  | 4 | 6  | 1   | 4   | Médaille d'or     |  |           |
| 2003  | Championnat du monde junior          | 6 | 3  | 7 | 10 | 9   | 2   | Médaille d'or     |  |           |